# Augusto Monterroso
Augusto Monterroso (Tegucigalpa, 21 dicembre 1921 – Città del Messico, 7 febbraio 2003) è stato uno scrittore guatemalteco di ascendenti honduregni, famoso per le sue raccolte di racconti paradossali brevi e brevissimi di genere fantastico.

## Biografia
Augusto Monterroso nacque a Tegucigalpa, capitale dell'Honduras nel 1921, ma all'età di quindici anni si trasferì, insieme alla sua famiglia, in Guatemala. Dal 1944 fissò la sua residenza in Messico dove dovette trasferirsi per motivi politici. 
Narratore e saggista, cominciò a pubblicare testi a partire dal 1959. Durante quest'anno uscì la prima edizione di Obras completas y otros cuentos (Opere complete e altri racconti), una raccolta di narrazioni fulminee e incisive nella quale già si notano le caratteristiche fondamentali della sua narrativa: una prosa breve e concisa, apparentemente semplice ma che, senza che il lettore lo noti alla prima lettura, è densa di riferimenti colti. Spiccano inoltre un magistrale uso della parodia, della caricatura e dell'umorismo nero. 

## Opera e critica
Monterroso è considerato come uno dei maestri della narrativa breve e, tramite il racconto breve, approccia tematiche complesse e affascinanti con una visione provocatoria del mondo e con una narrazione che delizia il lettore. Nel 1998 pubblicò una raccolta di suoi saggi La vaca (La vacca). La sua composizione che recita: «Quando si svegliò, il dinosauro era ancora lì» è stata per molto tempo considerata come il racconto più breve della letteratura universale. Nel 1970 vinse il premio Magda Donato, nel 1975 il premio Villaurrutia e nel 1988 fu decorato con l'Aquila Azteca per il suo contributo alla cultura messicana. Nel 2000 infine gli fu concesso il Premio Principe delle Asturie per le lettere come riconoscimento per la sua intera carriera.

### Opere
- Obras completas (y otros cuentos) (1959)
- La oveja negra y demás fábulas (1969)
- Movimiento perpetuo (1972)
- Lo demás es silencio (1978)
- Viaje al centro de la fábula (1981)
- La palabra mágica (1983)
- La letra e: fragmentos de un diario (1987)
- Los buscadores de oro (1993)
- La vaca (1996)
- Pájaros de Hispanoamérica (1998)
- Literatura y vida (2001)

#### Opere pubblicate in Italia
- La pecora nera e altre favole, Palermo, Sellerio, 1980
- Il resto è silenzio, Palermo, Sellerio, 1992
- I cercatori d'oro, Firenze, Giunti, 2000
- La parola magica, Roma, Fahrenheit 451, 2001
- Opere complete (e altri racconti), Roma, Omero, 2013
- Come mi sono sbarazzato di cinquecento libri, Milano, Henry Beyle, 2014
- La parola magica, Perugia, Occam, 2022
- La pecora nera e altre favole, Perugia, Occam, 2023
- La lettera e, Perugia, Occam, 2023